# Sundnäs
Sundnäs är en by bestående av ett tiotal hus i Arjeplogs kommun. Byn ligger vid Labbas utlopp, Tjålbme, till Rappen i övre Piteälvens sjösystem, cirka 30 kilometer norr om Arjeplog vid vägen som slutar i Stenudden vid Tjeggelvas strand.